# Indian National Science Academy
De Indian National Science Academy is een wetenschappelijk genootschap gevestigd in New Delhi, India. Het houdt zich bezig met de exacte wetenschappen en technologie. De organisatie is opgericht in 1935 onder de naam National Institute of Sciences of India. De huidige naam dateert van 1970.